# Municipio de Highland (condado de Washington, Iowa)
El municipio de Highland (en inglés: Highland Township) es un municipio ubicado en el condado de Washington en el estado estadounidense de Iowa. En el año 2010 tenía una población de 402 habitantes y una densidad poblacional de 4,31 personas por km².

## Geografía
El municipio de Highland se encuentra ubicado en las coordenadas 41°23′29″N 91°32′44″O / 41.39139, -91.54556. Según la Oficina del Censo de los Estados Unidos, el municipio tiene una superficie total de 93.26 km², de la cual 93,22 km² corresponden a tierra firme y (0,04 %) 0,04 km² es agua.

## Demografía
Según el censo de 2010, había 402 personas residiendo en el municipio de Highland. La densidad de población era de 4,31 hab./km². De los 402 habitantes, el municipio de Highland estaba compuesto por el 99,25 % blancos y el 0,75 % eran de una mezcla de razas. Del total de la población el 1,24 % eran hispanos o latinos de cualquier raza.